# Las amigas (película de 1969)
Las amigas es una película española dirigida por Pedro Lazaga y estrenada en el año 1969. Rodada en Eastmancolor, 35mm.

## Argumento
La historia gira alrededor de un grupo de amigas que están pasando por momentos difíciles. Nos muestra las relaciones típicas entre buenas amigas, sus críticas, sus estados de ánimo, sus agresividades y vidas amorosas. 
Ácida crítica de la burguesía femenina del momento desde el punto de vista masculino.